# Traun Steelsharks 2017
Questa voce raccoglie le informazioni riguardanti i Traun Steelsharks nelle competizioni ufficiali della stagione 2017.

## Prima squadra

### Austrian Football League 2017

#### Stagione regolare
| Traun 25 marzo 2017, ore 17:00 1ª giornata | Traun Steelsharks | 14 – 62 (0-6 0-35 7-7 7-14) | Tirol Raiders | Trauner Stadion (2000 spett.) |

| Vienna 1º aprile 2017, ore 15:00 2ª giornata | Danube Dragons | 37 – 0 (0-0 10-0 27-0 0-0) | Traun Steelsharks | Stadion Stadlau (500 spett.) |

| Traun 15 aprile 2017, ore 17:00 3ª giornata | Traun Steelsharks | 20 – 54 (0-20 0-21 0-7 20-6) | Danube Dragons | Trauner Stadion (1200 spett.) |

| Graz 29 aprile 2017, ore 15:00 4ª giornata | Graz Giants | 34 – 6 (21-0 7-0 0-0 6-0) referto | Traun Steelsharks | Stadion Eggenberg (1400 spett.) |

| Traun 13 maggio 2017, ore 17:00 CEST 5ª giornata | Traun Steelsharks | 26 – 21 (6-7 8-7 12-7 0-0) referto | Cineplexx Blue Devils | Trauner Stadion (1500 spett.) |

| Lubiana 21 maggio 2017 6ª giornata | Ljubljana Silverhawks | 62 – 34 (14-0 12-6 14-22 22-6) referto | Traun Steelsharks | Športni Park |

| Traun 3 giugno 2017, ore 17:00 CEST 7ª giornata | Traun Steelsharks | 27 – 61 (0-20 13-21 14-0 0-20) referto | Ljubljana Silverhawks | Trauner Stadion (1500 spett.) |

| Vienna 18 giugno 2017, ore 15:00 CEST 8ª giornata | Vienna Vikings | 69 – 22 (28-0 27-7 0-8 14-7) referto | Traun Steelsharks | Hohe Warte Stadion (1500 spett.) |

| Traun 24 giugno 2017, ore 17:00 CEST 9ª giornata | Traun Steelsharks | 6 – 56 (0-7 0-28 0-21 6-0) referto | AFC Rangers Mödling | Trauner Stadion |

| Hohenems 2 luglio 2017, ore 15:00 CEST 10ª giornata | Cineplexx Blue Devils | 64 – 63 (d.t.s.) (21-21 15-15 14-0 7-21 7-6) referto | Traun Steelsharks | Stadion Herrenried |

### Statistiche di squadra
| Competizione      | %Vittorie | In casa | In casa | In casa | In casa | In casa | In casa | In trasferta | In trasferta | In trasferta | In trasferta | In trasferta | In trasferta | Totale | Totale | Totale | Totale | Totale | Totale |
| Competizione      | %Vittorie | G       | V       | N       | P       | Pf      | Ps      | G            | V            | N            | P            | Pf           | Ps           | G      | V      | N      | P      | Pf     | Ps     |
| ----------------- | --------- | ------- | ------- | ------- | ------- | ------- | ------- | ------------ | ------------ | ------------ | ------------ | ------------ | ------------ | ------ | ------ | ------ | ------ | ------ | ------ |
| Stagione regolare | .100      | 5       | 1       | 0       | 4       | 93      | 254     | 5            | 0            | 0            | 5            | 125          | 266          | 10     | 1      | 0      | 9      | 218    | 520    |
| Totale            | .100      | 5       | 1       | 0       | 4       | 93      | 254     | 5            | 0            | 0            | 5            | 125          | 266          | 10     | 1      | 0      | 9      | 218    | 520    |

## Seconda squadra

### AFL - Division IV 2017

#### Stagione regolare
| Gmunden 8 aprile 2017, ore 16:00 1ª giornata | Gmunden Rams | 27 – 0 (7-0 12-0 6-0 0-0) referto | Traun Steelsharks 2 | SEP-Arena |

| 23 aprile 2017, ore 15:00 3ª giornata | Traun Steelsharks 2 | 20 – 17 (0-0 7-3 0-14 13-0) referto | Wörgl Warriors |  |

| 6 maggio 2017, ore 17:00 CEST 4ª giornata | Traun Steelsharks 2 | 21 – 26 (7-7 14-7 0-6 0-6) referto | Gmunden Rams |  |

| 20 maggio 2017, ore 15:00 5ª giornata | Pongau Ravens | 6 – 28 (0-0 0-13 0-8 6-7) referto | Traun Steelsharks 2 |  |

| 11 giugno 2017, ore 16:00 CEST 7ª giornata | Salzburg Ducks 2 | 29 – 39 (11-13 6-7 6-13 6-6) referto | Traun Steelsharks 2 |  |

| 24 giugno 2017, ore 14:00 CEST 8ª giornata | Traun Steelsharks 2 | 35 – 0 (6-0 21-0 0-0 8-0) referto | Salzburg Bulls 2 |  |

#### Playoff
| 8 luglio 2017, ore 19:30 Semifinale | Znojmo Knights | 21 – 14 (7-0 7-7 7-7 0-0) referto | Traun Steelsharks 2 |  |

### Statistiche di squadra
| Competizione      | %Vittorie | In casa | In casa | In casa | In casa | In casa | In casa | In trasferta | In trasferta | In trasferta | In trasferta | In trasferta | In trasferta | Totale | Totale | Totale | Totale | Totale | Totale |
| Competizione      | %Vittorie | G       | V       | N       | P       | Pf      | Ps      | G            | V            | N            | P            | Pf           | Ps           | G      | V      | N      | P      | Pf     | Ps     |
| ----------------- | --------- | ------- | ------- | ------- | ------- | ------- | ------- | ------------ | ------------ | ------------ | ------------ | ------------ | ------------ | ------ | ------ | ------ | ------ | ------ | ------ |
| Stagione regolare | .667      | 3       | 2       | 0       | 1       | 76      | 43      | 3            | 2            | 0            | 1            | 67           | 62           | 6      | 4      | 0      | 2      | 143    | 105    |
| Playoff           | .000      | 0       | 0       | 0       | 0       | 0       | 0       | 1            | 0            | 0            | 1            | 14           | 21           | 1      | 0      | 0      | 1      | 14     | 21     |
| Totale            | .571      | 3       | 2       | 0       | 1       | 76      | 43      | 4            | 2            | 0            | 2            | 81           | 83           | 7      | 4      | 0      | 3      | 157    | 126    |